# Long Stanton St Michael
Long Stanton St Michael var en civil parish fram till 1953 när den uppgick i Longstanton i grevskapet Cambridgeshire i England. Civil parish var belägen 8 km från Cambridge och hade 803 invånare år 1951.